# Eva Dedova
Eva Dedova (kasachisch Ева Дедова; * 22. Februar 1992 in Almaty) ist eine kasachisch-türkische Schauspielerin.

## Leben und Karriere
Dedova wurde am 22. Februar 1992 in Almaty geboren. Sie ist russisch-deutscher Abstammung. Sie studierte an der Kadir Has Üniversitesi. Ihr Debüt gab sie 2008 in der Serie Çok Güzel Hareketler Bunlar. 2011 spielte sie in der Fernsehserie Kavak Yelleri mit. Danach trat sie 2012 in Yalan Dünya auf. Anschließend spielte Deova 2013 in Mahmut ile Meryem mit. 
Unter anderem wurde sie 2016 für die Serie Babam ve Ailesi gecastet. 2020 bekam sie eine Rolle in der Netflixserie Der Aufstieg von Weltreichen: Das osmanische Reich. 2023 setzte sie ihre Karriere in dem Film Mitat fort.
Außerdem spricht sie fließend Türkisch, Englisch, Kasachisch und Russisch.

## Filmografie
- 2008: Çok Güzel Hareketler Bunlar
- 2011: Kavak Yelleri
- 2012: Yalan Dünya
- 2013: Mahmut ile Meryem
- 2014: Kurt Seyit ve Şura
- 2016: Babam ve Ailesi
- 2018: Mehmetçik Kut'ül Amare
- 2020: Der Aufstieg von Weltreichen: Das osmanische Reich
- 2023: Mitat